# Kranenmeer
Kranenmeer este o arie protejată (arie specială de conservare — SAC, sit de importanță comunitară — SCI) din Germania întinsă pe o suprafață de 9,79 ha, integral pe uscat.

## Localizare
Centrul sitului Kranenmeer este situat la coordonatele 51°47′09″N 6°57′00″E / 51.7858°N 6.95°E.

## Înființare
Situl Kranenmeer a fost declarat sit de importanță comunitară în martie 2001 pentru a proteja 1 specie de plante și 1 specie de animale. Situl a fost protejat și ca arie specială de conservare în aprilie 2016.

## Biodiversitate
Situată în ecoregiunea atlantică, aria protejată conține 1 habitat natural: Lacuri eutrofice naturale cu vegetație de tip Magnopotamion sau Hydrocharition.
La baza desemnării sitului se află mai multe specii protejate:
- plante (1): Luronium natans
- amfibieni (1): triton cu creastă (Triturus cristatus)

Pe lângă speciile protejate, pe teritoriul sitului au mai fost identificate 5 specii de plante, 1 specie de amfibieni, 3 specii de nevertebrate.